# 2GHz帯
2GHz帯（にギガヘルツたい）は、およそ 1920 - 2200 MHz の周波数範囲の周波数帯である。波長は、15cm程度である。

## 概要
俗に、「IMT-コアバンド」あるいは「2.1GHz帯」とも称される。国際的にも利用されるグローバルバンドである。
主に、携帯電話（NTTドコモのFOMA・Xi、ソフトバンクのSoftBank 3G・SoftBank 4G LTE、KDDI/沖縄セルラー電話（au）のCDMA 1X WIN(後のau 3G)・au 4G LTE）や、移動衛星業務などに使われている。海外での携帯電話周波数帯である2.1GHz帯（2100MHz帯、UMTSバンド1）は、日本での2GHz帯とほぼ同義であるため、UMTSローミング利用時の判断規準となる。なお、KDDI/沖縄セルラー電話が採用するCDMA2000方式の場合は、3GPP2が策定したBand Class 6の帯域に当たる。

NTTドコモ、ソフトバンク(旧J-PHONE、旧ボーダフォン)は、3Gサービス開始以降(3.9Gや4Gサービス等を含む)のメインバンドとして2GHz帯を利用している(3Gサービス開始時点では2GHz帯のみが3Gサービスに利用可能であった事から、2GHz帯のみで3Gサービスのエリア構築を行う事となった流れを汲むため)。なお、auは、800MHz帯がメインバンドである(2Gサービスにおいてメインバンドとなっていた800MHz帯が3Gサービスに流用可能となった流れを汲むため)。

## 歴史
- 1957年（昭和32年）〜2001年（平成13年） - 公共業務用、電気通信業務用の固定無線通信にて使用（使用期限 2002年（平成14年）11月30日）
- 1987年（昭和62年）〜1988年（昭和63年） - 「準マイクロ波帯開発部会」が、準マイクロ波帯陸上移動伝搬特性の解明のための実験を実施。
- 2001年（平成13年） - NTTドコモがW-CDMA方式を用いた「FOMA」サービスを開始。
- 2002年（平成14年） - J-PHONE（現 : ソフトバンク）が「FOMA」と同じW-CDMA方式で「VGS」（現 : SoftBank 3G）」を開始。
- 2003年（平成15年） - KDDI/沖縄セルラー電話 (au) が「CDMA2000 1xEV-DO」方式による2GHz帯 (Band Class 6) データ通信のサービスを開始。
- 2005年（平成17年） - アイピーモバイルがTDD・2GHz帯の基地局免許の交付を受ける。
- 2006年（平成18年） - KDDI／沖縄セルラー電話 (au) が「CDMA2000 1x EV-DO Rev.A」を開始。
- 2007年（平成19年） - アイピーモバイルが自己破産を申請し、基地局免許を返上する。
- 2010年（平成22年）10月 - KDDI／沖縄セルラー電話 (au) が「CDMA2000 1x EV-DO Rev.A+ (Multicarrier Rev.A (MC-Rev.A))」を開始。
- 2010年（平成22年）12月24日 - NTTドコモが、第3.9世代移動通信システムのLTEサービス「Xi（クロッシィ）」を開始。この時点では、データ通信のみを提供。
- 2012年（平成24年）6月1日 - PHSの制御チャネル移行完了に伴いKDDI／沖縄セルラー電話 (au) に割り当てられている2GHz帯がすべて利用可能となる。
- 2012年（平成24年）9月21日 - KDDI／沖縄セルラー電話 (au) が、 iPhone 5 の発売に合わせLTEサービス「au 4G LTE」を開始。
- 2012年（平成24年）9月21日 - ソフトバンクモバイルが、 iPhone 5 の発売に合わせLTEサービス「SoftBank 4G LTE」を開始。
- 2014年（平成26年） - NTTドコモが、 LTE による音声サービス(VoLTE)を開始[1]。
- 2015年（平成27年）3月27日 - NTTドコモが、 第4世代移動通信システムの LTE-Advanced を開始[1]。

## 利用周波数
- KDDI/沖縄セルラー電話
  - 基地局送信 : 2110 - 2130MHz (20MHz)
  - 移動局送信 : 1920 - 1940MHz (20MHz)
- NTTドコモ
  - 基地局送信 : 2130 - 2150 MHz (20MHz)
  - 移動局送信 : 1940 - 1960 MHz (20MHz)
- ソフトバンク
  - 基地局送信 : 2150 - 2170 MHz (20MHz)
  - 移動局送信 : 1960 - 1980 MHz (20MHz)

移動局送信周波数がPHSの制御チャネルと干渉するおそれがあるため、移行完了（2012年（平成24年）5月）までの間ガードバンドとして、隣接する沖縄セルラーを含むKDDIのみ帯域が15MHz幅に制限されていた。
また、公平を期するため当初はNTTドコモ、ソフトバンクモバイルについても5MHz分のみ使用不可とされていたが、後に沖縄セルラーを含むKDDI以外は使用可能となった。なお、現在は全キャリアとも制限なく使用可能である

## 800MHz帯との比較について
- 2GHz帯は、800MHz帯よりもアンテナの長さが短くて済む。
- その一方で、800MHz帯よりも波長が短いため、物質に吸収されやすい。また、800MHz帯よりも回折しにくいため、建物内（屋内）および山間部では電波が送受信しにくくなりやすい。

回折は波の性質の一つである。電波は基本的には直進するものであるので、対向する無線局（携帯電話の場合は基地局）のアンテナが見通しに無いと電波が到達しないはずである。ところが、実際は見通しの無い場所にも電波は回り込んで電波が到達する事は周知である。この現象を回折現象と言う。回折した電波は、見通しの電波と比べると大きく減衰するが、減衰の度合いは障害物の大きさと波長の相対比で決まる。つまり波長が長い程、大きな障害物の陰にも電波が到達する。周波数は波長の逆数であるので、周波数が低い程、大きな障害物の陰にも電波が到達する。これが、800MHz帯の方がビル陰や山間部に電波が届きやすい、と言われる所以である。
なお、ソフトバンクモバイルによると、2.1GHz帯に比べてプラチナバンド（700MHz帯 - 900MHz帯）は基地局のアンテナ等の条件が同じでも2倍遠くまで届くと実験により確認しているとの事である。

## その他
米国の通信オペレータであるT-Mobile USAにおける、UMTSサービスの周波数帯（いわゆる、AWSバンド。バンド4）は1700MHz帯を利用しているが、下り部分は2.1GHz帯となっており、日本のドコモ東名阪バンドやイー・モバイルの1.7GHz帯(Band IX, Band 3)と区別するため、「1721」と呼ばれることがある。